# Balila
A Balila foi uma fabricantes brasileira de brinquedos simples de plástico, como bonecos de soldadinhos e capacetes, mas que se tornou conhecida na década de 1980 graças à linha de bonecos chamada "Lango-Lango". A empresa atualmente encerrou suas atividades.

## Histórico
A fábrica já operava ao menos desde a década de 1950 e era sediada na cidade de São Paulo.

## Linhas de produtos
- Lango Lango (1980)
- Soldado de plástico
- Galinha que põe ovos (1960)